# Centrolene buckleyi
Centrolene buckleyi és una espècie de granota que viu a Colòmbia, Equador i el Perú.